# Tiffany Ross-Williams
Tiffany Ross-Williams (Miami, 5 februari 1983) is een Amerikaanse hordeloopster die is gespecialiseerd in de 400 m horden.
Ze werd vierde op het WK junioren 2002 en tweede op de wereldatletiekfinale in 2006. Op het WK indoor 2006 won ze een zilveren medaille op de 4 x 400 m estafette.

## Titels
- Amerikaans junioren kampioene 100 m horden - 2002
- NCAA division I kampioene 100 m horden - 2003
- NCAA division I kampioene 400 m horden - 2003
- Amerikaans kampioene 400 m horden - 2007

## Persoonlijke records
Outdoor
| Onderdeel    | Prestatie | Datum         | Plaats       |
| ------------ | --------- | ------------- | ------------ |
| 400 m        | 52,45 s   | 1 mei 2006    | Baie Mahault |
| 100 m horden | 12,99 s   | 23 april 2005 | Athens       |
| 400 m horden | 53,28 s   | 24 juni 2007  | Indianapolis |

Indoor
| Onderdeel   | Prestatie | Datum            | Plaats       |
| ----------- | --------- | ---------------- | ------------ |
| 400 m       | 52,43 s   | 26 februari 2005 | Fayetteville |
| 55 m horden | 7,63 s    | 2 maart 2003     | Gainesville  |
| 60 m horden | 8,29 s    | 26 februari 2005 | Fayetteville |

## Palmares

### 400 m horden
Kampioenschappen
- 2002: 4e WK junioren - 56,52 s
- 2006:  Wereldatletiekfinale - 54,22 s
- 2007: 7e WK - 54,63 s
- 2007: 5e Wereldatletiekfinale - 55,01 s
- 2008: 8e OS - 57,55 s
- 2008:  Wereldatletiekfinale - 55,16 s

Golden League-podiumplaatsen
- 2006:  Meeting Gaz de France - 54,26 s
- 2006:  Golden Gala - 54,40 s
- 2009:  Meeting Areva - 54,72 s
- 2009:  Golden Gala - 54,97 s

### 4 x 400 m estafette
- 2006:  WK indoor - 3.28,63